# خليل السواحري
خليل السواحري (1940-2006)، هو كاتب فلسطيني من أصل أردني ولد في عام 1940 بقرية (السواحرة) الواقعة جنوب شرق مدينة القدس، درس المراحل التعليمية الثلاثة الأولى، الابتدائية، والإعدادية في مدرسة السواحرة ثم مدرسة أبوديس والثانوية في مدرسة الرشيدية في مسقط رأسه مدينة القدس، ثم بمعهد المعلمين في العروب، فحصل على الدبلوم عام 1960، وتابع تعليمه العالي وحصل على الدرجة الجامعية الأولى من جامعة دمشق حاملاً اجازة في الدراسات الفلسفية والاجتماعية العام 1965، والثانية على الماجستير في الفلسفة من الجامعة اليسوعية في بيروت عام 1994.

## سيرته المهنية
خليل السواحري، رحلة أدبية قضاها الكاتب والتي  شارفت على نصف قرن، نقابياً، مهنياً، كاتباً، ناقداً، ناشراً، وأديباً، أحد رموز القصة الواقعية في الأردن وفلسطين، منذ أوائل الستينات، تمحورت أعمال السواحري حول القضية الفلسطينية ومفاصلها، بدءاً بالنكبة وانتهاءً بمكابدات العودة التي تلت "أوسلو"، كما تُرجمت بعض أعماله الإبداعية إلى اللغتين الإنجليزية والتشيكية، كرمته رابطة الكتاب الأردنيين بمركز الحسين الثقافي عام 2004، نظيراً لعطائه الأدبي.

## مؤلفاته

### قصص
- (1972)، ثلاثة أصوات: مجموعة قصصية مشتركة مع فخري قعوار وبدر عبد الحق، عمان [4]
- (1975)، مقهى الباشورة: وزارة الثقافة والإرشاد القومي، دمشق.[4]
- (1982)، الأرض والعنقاء: رابطة الكتاب الأردنيين، الأردن [5]
- (1983)، أ طفال الار بي جي: وكالة أبو عرفة لصحافة والنشر[6]
- (1983)، أحاديث الغزاة : شهادات من الحرب الفلسطينية الإسرائيلية الثالثة: الاتحاد العام للكتاب والصحفيين الفلسطينين[7][8]
- (1985)، زائر المساء: دار الكرمل، عمان[4]
- (1996)، تحولات سلمان التايه ومكابداته: وزارة الثقافية الأردنية، عمان[4]
- (2002)، مطر آخر الليل: دار الكرمل، عمان[4]
- (1994)، للحزن ذاكرة والياسمين: دار الكرمل، عمان[9][10]

### دراسات
- (1979)، زمن الاحتلال: قراءات في أدب الأرض المحتلة، دراسات نقدية، اتحاد الكتاب العرب، دمشق [4]
- (1982)، مختارات من الشعر الفلسطيني في الأرض المحتلة: دراسة نقدية، دائرة الإعلام والثقافة، بيروت[4]
- (1985)، حرب الثمانين يوماً في الشطر الأسرائيلي: دراسة نقدية، دار الكرمل، عمان[4]
- (1986)، الفلسطينيون:التهجير القسري والرعاية الاجتماعية، دار الكرمل، عمان [4]
- (2004)، التوجهات العنصرية في مناهج التعليم الإسرائيلية، اتحاد الكتاب العرب، سوريا[11]

### مقالاته
- غريب في مدينة المجوس، مجلة الآداب، أغسطس 1963[12]
- سرداق العنقاء - مسرحية من الأدب الصيني، مجلة الآداب، مايو 1964
- فصول من تحولات المدينة المهجورة، مجلة الأقلام، أبريل 1975
- النهوض من تحولات المدينة المهجورة، مجلة المعرفة، سبتمبر 1975
- اليقظة المرعبة، مجلة الأقلام، أبريل 1977
- القصة القصيرة في المناطق المحتلة بعد حزيران 1967، مجلة الأقلام، نوفمبر 1979
- البدايات الأولى للمسرح القادم في الأرض المحتلة، مجلة الأقلام، يونيو 1980
- شهادة من السجن إلى المنفى، مجلة الأقلام، يوليو 1981
- رسالة الأردن : مشروع بروتا لترجمة الأدب العربي في حوار مع د. سلمى الجيوسي،  مجلة الأقلام، يناير 1983
- صورة المرأة في القصة القصيرة في الإمارات: مجلة الآداب، سبتمبر 1989
- أثر الانتفاضة على الثقافة الفلسطينية، مجلة البيان- الكويتية، ديسمبر 1989
- القدس مفتاح السلام، مجلة الكلمة، نوفمبر 1993
- جدلية الوطن والمنفى، مجلة مشارف، أغسطس 1996
- في جدوى الكتابة، مجلة العصور الجديدة، سبتمبر 1999

## أنشطته المهنية
مدرساً في مدارس وزارة التربية والتعليم (1960-1972) منها مدرسة رغدان الثانوية بجبل الحسين.
عمل في صحيفة الدستور الأردنية كاتباً ومحرراً (1970- 1985)، كاتب ومحرر أدبي  في صحف محلية وعربية منها  في صحيفة الأيام الفلسطينية التي صدرت في رام الله بين عام (1996-1998) ومجلة الآداب اللبنانية، المنار، وفلسطين ومجلات ناصرة وحيفا.
كاتباً في مجلة الأفق الجديد التي صدرت في القدس (1961-1969)، وصحيفة الرأي خلال تسعينيات القرن الماضي 
عمل في مجال الدراسات والاعلام في وزارة شؤون الأرض المحتلة
أسس دار الكرمل للنشر والتوزيع، إذ يديرها بنفسه منذ عام 1985 وحتى عام 2006
يعمل منذ عام 1995 مستشاراً في وزارة الثقافة في السلطة الفلسطينية
شارك في العديد من الندوات والمؤتمرات الثقافية والفكرية في الأردن وخارجه منها: شارك في أمسية قصصية في غرفة تجارة الزرقاء في الأردن سنة 1972
رعايته للكثير من المواهب، وإبرازها على صفحات الصحف والمجلاّت الفلسطينيّة، والأردنيّة، عندما كان يشرف على الصفحات الثقافيّة

## مناصبه
مديراً عاماً للمكتبة الوطنية الفلسطينية
أسهم في تأسيس الاتحاد العام لكتاب فلسطين، وكان أمينه العام في دورة عام 1969.
أسهم في تأسيس رابطة الكتاب الأردنيين عام 1974، ورأسها عامي 1984 و1985
مديرًا لمديرية الإعلام في المكتب التنفيذي لشؤون الأرض المحتلة
مديرًا لمديرية الدراسات في وزارة شؤون الأرض المحتلة
مديراً عاماً للمكتبة الوطنية الفلسطينية
عضو الإتحاد العام للأدباء والكتاب العرب
عضو الجمعية الفلسطينية الأردنية
عضو رابطة الأدب الإسلامي/ فرع الأردن
عضو لجنة تحكيم جائزة لوتس العالمية
رئيسًا للجنة موسوعة الفولكلور الفلسطيني
رئيسًا للجنة جوائز نوح إبراهيم للتراث الشعبي الفلسطيني في دورة عام 1977.

## جوائزه
حصل السواحري على العديد من الجوائز المحلية والعربية عن أعماله القصصية والدرامية ومنها:
- جائزة المنظمة العربية للتربية والثقافة والعلوم للقصة القصيرة الفلسطينية لعام 1977
- جائزة رابطة الكتاب الأردنيين للقصة القصيرة القصيرة للعام نفسه
- جائزة الإيراني للقصة القصيرة عام 1986
- الجائزة الذهبية لمهرجان القاهرة الرابع للإذاعة والتلفزيون عن إحدى قصصه

## وفاته
تُوفي الكاتب خليل السواحري في 10 نوفمبر عام 2006